# Приморски край
Приморски край е субект на Руската Федерация в Далекоизточния федерален окръг. Площ 164 673 km² (22-ро място в Руската Федерация, 0,96% от нейната площ). Население по данни на Росстат към 2019 г. 1 902 718 души (27-о място в Руската Федерация, 1,31% от цялото население). Административен център град Владивосток. Разстояние от Москва до Владивосток 9302 km.

## Историческа справка
Първото руско селище в региона е основано през 1860 г. като военен пост, след което прераства в град Владивосток. През 1866 г. е основано село Николское, което от 1897 г. е със статут на град Николск, от 1926 г. град Николск-Усурийски, а от 1957 г. град Усурийск. Приморският край е образуван на 20 октомври 1938 г. с указ на Президиума на Върховния Съвет на СССР – „За разделяне на Далекоизточния край на Хабаровски и Приморски край“.

## Географска характеристика

### Географско положение, граници, големина
Приморския край е разположен е в южната част на Руския Далечен изток. На север граничи с Хабаровски край, на запад – с Китай, на югозапад с КНДР, а на изток, югоизток и юг се мие от водите на Японско море (1350 km брегова линия). На юг бреговата линия е силно изрязана, като тук е разположен големия залив Петър Велики, разделен на редица по-малки заливи – Посет, Славянски, Амурски, Усурейски, Восток, Америка и множество острови: Руски, Рейнеке, Путятин, Асколд и др. Останалото крайбрежие (около 700 km) на югоизток и изток от нос Поворотни на юг до границата с Хабаровски край е слабо разчленено, само с два характерни залива – Олга и Владимир. Поради своето географско положение Приморския край има изключително икономическо, геополитическо, военно и културно значение за Руската федерация. В тези си граници заема площ от 164 673 km² (22-ро място в Руската Федерация, 0,96% от нейната площ).

### Релеф
Централната и източната част на Приморски край е заета от планини, отнасящи се към планинската система Сихоте Алин. Тя се състои от успоредни хребети простиращи се от югозапад на североизток. Преобладава среднопланинския релеф с височини около 600 – 700 m, максимална – връх Облачная 1854 m. На запад са разположени източните разклонения на Източно-Манджурските планини. Между тях и Сихоте Алин се простират две обширни низини: Приханкайската низина между езерото Ханка на север и Амурския залив на юг и Усурийската низина на север от езерото Ханка до устието на река Болшая Усурка (десен приток на река Усури). По крайбрежието на Японско море има малки крайбрежни низини, разположени около устията на по-големите реки.

### Климат
Климатът на Приморския край е с типичен мусонен характер. Зимата е кратка, но студена, като минималните януарски температури се спускат до -30 °C във Владивосток и от -40 °C до -45 °C във вътрешните части на планината Сихоте Алин. Средната януарска температура се колебае от -12 °C до -14 °C по крайбрежието и от -20 °C до -27 °C във вътрешността. Лятото е облачно, дъждовно с чести циклони. Летният максимум достига до 40 °C, като средната юлска температура варира от 14 °C до 21 °C в равнинните части. Годишното количество на валежите е около 600 – 900 mm и те падат предимно през летния сезон по време на преминаването на тайфуните. По крайбрежието на Японско море, от север на юг преминава студено течение, с което са свързани и честите мъгли. Вегетационниет период продължава от 120 до 130 дни на север до 160 – 200 дни на юг.

### Води
Речната система на Приморския край е представена от 56 821 реки и потоци (с дължина над 1 km) с обща дължина 140 965 km и принадлежи към два водосборни басейна – на Охотско и Японско море. Около 2/3 от територията на края (централните, западните и северни части) принадлежи към водосборния басейн на река Амур, вливаща се в Охотско море. Най-голямата река е Усури (десен приток на Амур) с притоците си Болшая Усурка, Бикин, Криловка, Арсеневка и др. Те само в горните си течения имат планински характер, а в останалата си част са типични равнинни реки. Няколко реки – Илистая, Мелгуновка и др. се вливат в езерото Ханка, от което изтича граничната река Сунгача, ляв приток на Усури. На изток, югоизток и юг текат къси планински реки, с бурни течения, вливащи се директно в Японско море – Самарга, Кема, Авакумовка, Раздолная и др. Подхранването на реките е смесено, като преобладава дъждовното. Водния режим на реките в Приморския край се характеризира с ниско разтегнато във времето пролетно пълноводие, с епизодични дъждовни прииждания през юли и август по време на тайфуните и ясно изразено зимно маловодие. Реките в района замръзват в края на ноември или началото на декември, а се размразяват през март или април.
На територията на Приморски край има над 3 хил. езера с обща площ около 3,3 хил.km2. Те са разположени основно в низините и покрай теченията на големите реки. Най-голямото езеро е Ханка, на границата с Китай (1/3 на китайска територия).

### Почви, растителност, животински свят
В планинските горски райони преобладават кафявите горски и кафявите подзолисти почви. За равнините са характерни кафявите подзолисти и ливдно-кафяви оподзолени почви, а по долините на реките – алувиалните почви. За отглеждане на селскостопански култури се използват предимно плодородните почви в низините и по долините на реките. Около 74% от територията на Приморския край е покрита с гори. Горите са изключително разнообразни по състав и включват както иглолистни така и широколистни видове, много от които са ендемични. В северната част на края са съсредоточени тъмните иглолистни и смърчово-елови гори. (аянски смърч, белокора ела), а по склоновете на планините – светли иглолистни гори от даурска лиственица. В южните части на края са развити многоетажни гори от манджурски тип с преобладаване на широколистните видове (корейски кедър, корейски и аянски смърч, едролистен бор, монголски дъб, жълта бреза, липа, манджурски орех, амурска лиственица, ясен, габър и др.). Общите запаси от дървесина се изчисляват на 1,8 млрд.m3, като 73% от тях са иглолистни породи.
Животинският свят е богат по видов състав и се отличава с форми на северни и южни представители. петнист елен, зубър, сърна, дива свиня, лос, усурийски тигър, рис, леопард, вълк, мечка, собол, енотовидно куче, усурийска котка, лисица, видра, росомаха, гризачи (бялка, манджурски заек, бурсук, мишки и др.).

## Население
Населението на края е 1 929 008 души към 2016 г., а на 1 януари 2017 г. 1 923 116 души.
| Владивосток  | 606 653 | Лесозаводск  | 36 027 | Черниговка    | 13 046 |
| Усурийск     | 168 598 | Далнегорск   | 35 405 | Чугуевка      | 12 171 |
| Находка      | 153 581 | Далнереченск | 26 378 | Камен-Риболов | 10 909 |
| Артьом       | 105 338 | Фокино       | 23 219 | Хорол         | 10 860 |
| Арсениев     | 53 083  | Лучегорск    | 19 578 | Покровка      | 10 360 |
| Спаск-Дални  | 41 539  | Трудовое     | 18 522 | Погранични    | 10 179 |
| Болшой Камен | 38 718  | Кавалерово   | 14 614 |               |        |
| Партизанск   | 37 470  | Славянка     | 12 518 |               |        |

### Етнически състав
Според данни от преброяването от 2010 г. Приморски край е населен от:
| руснаци (85.66%) украинци (2.55%) корейци (0.96%) татари (0.54%) узбеки (0.46%) беларуси (0.30%) арменци (0.30%) други (9.23%) |

## Административно-териториално деление
В административно-териториално отношение Приморски край се дели на 12 краеви градски окръга и 22 муниципални района. Има 12 града, всичките с краево подчинени и 27 селища от градски тип.
| Административна единица | Площ (km2) | Население (2017 г.) | Административен център       | Население (2017 г.) | Разстояние до Владивосток (в km) | Други градове и сгт с районно подчинение    |
| ----------------------- | ---------- | ------------------- | ---------------------------- | ------------------- | -------------------------------- | ------------------------------------------- |
| Краеви градски окръзи   |            |                     |                              |                     |                                  |                                             |
| І. Арсениев             | 39         | 52 767              | гр. Арсениев                 | 52 767              | 300                              |                                             |
| ІІ. Артьом              | 506        | 118 284             | гр. Артьом                   | 106 732             | 53                               |                                             |
| ІІІ. Владивосток        | 562        | 633 414             | гр. Владивосток              | 606 589             |                                  |                                             |
| ІV. Далнегорск          | 5342       | 43 211              | гр. Далнегорск               | 35 034              | 536                              |                                             |
| V. Далнереченск         | 108        | 28 891              | гр. Далнереченск             | 26 121              | 412                              |                                             |
| VІ. Лесозаводск         | 3064       | 43 481              | гр. Лесозаводск              | 35 816              | 374                              |                                             |
| VІІ. Находка            | 360        | 152 294             | гр. Находка                  | 151 420             | 169                              |                                             |
| VІІІ. Партизанск        | 1289       | 45 106              | гр. Партизанск               | 37 291              | 155                              |                                             |
| ІХ.Спаск-Дални          | 43         | 41 127              | гр. Спаск-Дални              | 41 127              | 243                              |                                             |
| Х.Усурийск              | 3625       | 196 863             | гр. Усурийск                 | 170 660             | 112                              |                                             |
| ХІ. Болшой Камен        | 120        | 39 739              | гр. Болшой Камен             | 38 493              | 97                               |                                             |
| ХІІ. Фокино             | 291        | 31 551              | гр. Фокино                   | 23 157              | 113                              | Дунай, Путятин                              |
| Муниципални райони      |            |                     |                              |                     |                                  |                                             |
| 1. Анучински            | 3885       | 13 380              | с. Анучино                   | 4462                | 259                              |                                             |
| 2. Далнереченски        | 7290       | 9757                | гр. Далнереченск             |                     | 412                              |                                             |
| 3. Кавалеровски         | 4215       | 24 244              | сгт Кавалерово               | 14 525              | 468                              | Горнореченски, Хрустални                    |
| 4. Кировски             | 3430       | 19 008              | сгт Кировски                 | 8370                | 331                              | Горние Ключи                                |
| 5. Красноармейски       | 20 660     | 18 889              | с. Новопокровка              | 3646                | 488                              | Восток                                      |
| 6. Лазовски             | 4710       | 12 877              | с. Лазо                      | 3434                | 205                              | Преображение                                |
| 7. Михайловски          | 2741       | 30 238              | с. Михайловка                | 9153                | 131                              | Новошахтински                               |
| 8. Надеждински          | 1596       | 38 698              | с. Волно-Надеждинское        | 6694                | 45                               |                                             |
| 9. Октябърски           | 1700       | 27 500              | с. Покровка                  | 10 360              | 146                              | Липовци                                     |
| 10. Олгински            | 6416       | 9487                | сгт Олга                     | 3625                | 560                              |                                             |
| 11. Партизански         | 4097       | 29 610              | с. Владимиро-Александровское | 5708                | 193                              |                                             |
| 12. Погранични          | 3750       | 22 542              | сгт Погранични               | 10 215              | 208                              |                                             |
| 13. Пожарски            | 22 570     | 28 553              | сгт Лучегорск                | 19 352              | 499                              |                                             |
| 14. Спаски              | 4209       | 27 967              | гр. Спаск-Дални              |                     | 243                              |                                             |
| 15. Тернейски           | 27 102     | 11 388              | сгт Терней                   | 3318                | 707                              | Пластун, Светлая                            |
| 16. Ханкайски           | 2689       | 22 288              | с. Камен Риболов             | 10 909              | 260                              |                                             |
| 17. Хасански            | 4130       | 31 545              | сгт Славянка                 | 12 314              | 225                              | Зарубино, Краскино, Посет, Приморски, Хасан |
| 18. Хоролски            | 1968       | 27 626              | с. Хорол                     | 10 860              | 227                              | Ярославски                                  |
| 19. Черниговски         | 1840       | 33 359              | с. Черниговка                | 13 046              | 202                              | Сибирцево                                   |
| 20. Чугуевски           | 12 347     | 22 907              | с. Чугуевка                  | 12 171              | 348                              |                                             |
| 21. Шкотовски           | 2665       | 24 297              | сгт Смоляниново              | 6758                | 97                               | Шкотово                                     |
| 21. Яковлевски          | 2400       | 14 227              | с. Яковлевка                 | 4480                | 303                              |                                             |

## Селско стопанство
Отглежда се едър рогат добитък, птици, елен, технически, фуражни, зърнени култури, картофи, зеленчуци, плодове, фуражни култури. Има пчеларство.
| хиляди хектара | 626 | 741,6 | 564,5 | 448,1 | 340,1 | 314,0 | 413,7 |